# 10월 27일
10월 27일은 그레고리력으로 300번째(윤년일 경우 301번째) 날에 해당한다.

## 사건
- 1930년 - 일본 식민지 타이완섬에서 우셔 사건이 발생하다.
- 1961년 - 모리타니, 몽골, 유엔 가입
- 1972년 - 10월 유신: 유신헌법이 통일주체국민회의에서 의결되다.
- 1979년 - 경상북도 문경시 가은읍에서 은성탄광 화재 발생.
- 1980년 - 10·27 법난이 일어남
- 1987년 - 제9차 대한민국 헌법 개정을 위해 찬반 직접투표 실시, 투표율 78.2%, 찬성율 93.1%로 확정, 대통령 직선제와 5년 단임제를 시행하고, 비상조치권, 국회해산권을 폐지하여 대통령 권한의 축소를 주요 골자로 함.
- 1991년 - 아스카르 아카예프가 키르기스스탄의 대통령에 당선됐다.
- 1995년 - 노태우 전 대통령, 연희동 자택에서 재임 중 조성한 5천억원의 비자금 사건과 관련한 대국민 사과문을 발표.
- 2000년 - 88올림픽고속도로 추돌 참사가 일어났다.
- 2010년 - 2010년 하반기 재보궐선거가 실시되다.
- 2017년 - 카탈루냐 의회가 카탈루냐 공화국의 독립을 선포

## 문화
- 1992년 - 마이크로소프트에서 윈도우 포 워크그룹 3.1이 출시됨
- 테디 베어의 생일

## 탄생
- 1760년 - 프로이센의 육군 원수, 군사개혁자 아우구스트 나이트하르트 폰 그나이제나우. (~1831년)
- 1782년 - 이탈리아의 음악가 니콜로 파가니니. (~1840년)
- 1807년 - 조선의 개화파 문신 박규수. (~1877년)
- 1811년 - 미국의 발명가 아이작 메릿 싱어. (~1875년)
- 1837년 - 조지아의 작가, 출판인 일리아 차프차바제. (~1907년)
- 1858년 - 미국의 제26대 대통령 시어도어 루스벨트. (~1919년)
- 1883년 - 소비에트 연방의 과학자 알렉산드르 페르스만. (~1945년)
- 1910년 - 캐나다 출신 미국의 배우 잭 카슨. (~1963년)
- 1911년 - 미국의 가수, 음악가, 연극 배우, 영화배우 리프 에릭슨. (~1986년)
- 1914년 - 튀르키예의 레슬링 선수 아흐메트 키레치. (~1978년)
- 1920년
  - 대한민국의 군인, 행정가 장성환. (~2015년)
  - 미국의 영화배우 나네트 페브레이. (~2018년)
  - 인도의 정치인 코체릴 라만 나라야난. (~2005년)
- 1922년 - 베네수엘라의 정치인, 대통령 카를로스 안드레스 페레스. (~2010년)
- 1923년 - 대한민국의 시인, 전 정치인 정한모. (~1991년)
- 1924년 - 미국의 배우, 시인, 극작가 루비 디. (~2014년)
- 1925년 - 미국의 국무 장관 워런 크리스토퍼. (~2011년)
- 1932년 - 미국의 시인 실비아 플래스. (~1963년)
- 1933년
  - 대한민국의 코리아나 화장품 대표이사 회장 유상옥.
  - 미국의 컴퓨터 과학자 제럴드 마빈 와인버그. (~2018년)
- 1934년 - 대한민국의 비전향장기수 김창원. (~2012년)
- 1937년 - 미국의 배우 라라 파커. (~2023년)
- 1945년 - 브라질의 정치인 루이스 이나시우 룰라 다 시우바.
- 1946년 - 캐나다의 영화 감독 아이번 라이트먼. (~2022년)
- 1952년 - 이탈리아의 배우, 영화 감독 로베르토 베니니.
- 1953년 - 미국의 야구 선수 U. L. 워싱턴. (~2024년)
- 1954년 - 대한민국의 정치인 김충섭.
- 1957년
  - 타이완의 영화감독 차이밍량.
  - 잉글랜드의 전 축구 선수 글렌 호들.
  - 일본의 전 축구 선수 다카하시 신이치로.
- 1958년 - 영국의 록 가수 사이먼 르 봉. (듀란 듀란)
- 1959년
  - 대한민국의 작가 은희경.
  - 대한민국의 군인, 기업인 전재국.
  - 대한민국의 프로듀서 출신 정치인 박창식.
- 1962년 - 대한민국의 아나운서 강재형.
- 1963년
  - 대한민국의 전 축구 선수, 현 축구 감독 이영진.
  - 일본의 성우 가네마루 준이치.
  - 대한민국의 수학자 황준묵.
- 1965년
  - 대한민국의 배우 전인화.
  - 미국의 영화 편집자 맷 체세이.
- 1967년 - 대한민국의 야구 선수 김동수.
- 1966년 - 헝가리의 펜싱 선수 쾨베시 처버.
- 1968년
  - 대한민국의 배우 손정림.
  - 대한민국의 가수 최우선.
  - 대한민국의 베이시스트 이동규.
- 1970년
  - 대한민국의 희극인 박수홍.
  - 중화민국의 가수 소혜륜.
- 1971년
  - 대한민국의 배우 오연수.
  - 대한민국의 야구 선수 김도완.
  - 그리스의 전 축구 선수 테오도로스 자고라키스.
- 1973년
  - 대한민국의 그래픽 디자이너 조태훈.
  - 네덜란드의 종합격투기 킥복싱 선수 세미 슐트.
- 1975년
  - 일본의 아이돌 마키 다이스케.
  - 대한민국의 가수, 기타리스트 이종현.
- 1976년 - 대한민국의 배우 홍경인.
- 1977년 - 대한민국의 야구 선수 김상훈.
- 1978년
  - 대한민국의 가수 및 뮤지컬 배우 해이.
  - 싱가포르의 바이올린 연주자 버네사 메이.
- 1979년 - 미국의 정치인 조지 헬미.
- 1980년
  - 대한민국의 전 스타크래프트 프로게이머 변성철.
  - 도미니카 공화국의 야구 선수 켈빈 히메네스.
- 1981년
  - 대한민국의 배우 한혜진.
  - 대한민국의 작가 조승연.
  - 대한민국의 아나운서 이해수.
- 1982년
  - 대한민국의 아나운서 가애란.
  - 대한민국의 국악인 조엘라.
  - 일본의 배우 쓰카모토 다카시.
  - 카메룬의 전 축구 선수 에밀 음밤바.
- 1983년
  - 대한민국의 배우 이중문.
  - 대한민국의 뮤지컬 배우, 가수 윤형렬.
- 1984년
  - 크로아티아의 축구 선수 다니옐 수바시치.
  - 대한민국의 가수 김윤주.
- 1985년
  - 대한민국의 배우 홍인영.
  - 대한민국의 바둑 기사 이다혜
- 1986년
  - 대한민국의 희극인 고효심.
  - 대한민국의 해커 김우현.
  - 이스라엘의 배우 인바르 라비.
  - 미국의 배우 크리스틴 에반젤리스타.
- 1987년 - 대한민국의 배우 남경민.
- 1988년 - 미국의 양궁 선수 브레이디 엘리슨.
- 1989년 - 대한민국의 축구 선수 이승현.
- 1990년
  - 아이슬란드의 축구 선수 요한 베르그 그뷔드뮌손.
  - 미국의 전 야구 선수 제이슨 휠러.
- 1991년
  - 일본의 축구 선수 다카하시 쇼헤이.
  - 대한민국의 가수 연우영.
- 1992년
  - 대한민국의 가수 정호원 (W24).
  - 대한민국의 가수 성유진 (더 씨야).
  - 대한민국의 전 리그 오브 레전드 프로게이머 앰비션.
  - 대한민국의 배우 최시훈.
  - 이탈리아의 축구 선수 스테판 엘 샤라위.
  - 일본의 배우, 성우, 가수 이케다 준야.
  - 대한민국의 배구 선수 김지수.
  - 일본의 배우 카토오노 타이코우.
  - 독일의 배우 옐라 하제.
- 1993년
  - 일본의 기상캐스터 히야마 사야.
  - 대한민국의 야구 선수 김성훈.
  - 대한민국의 가수 John OFA Rhee.
- 1994년
  - 대한민국의 가수 유나킴.
  - 프랑스의 축구 선수 퀴르트 주마.
- 1995년
  - 대한민국의 레이싱모델 한리나.
  - 대한민국의 배우 김한비.
- 1996년
  - 대한민국의 배우 겸 가수 김우석. (업텐션, X1)
  - 대한민국의 스타크래프트 프로게이머 조중혁.
  - 독일의 축구 선수 나딤 아미리.
- 1997년 - 브라질의 축구 선수 호드리구 바사니 다 크루스.
- 1998년 - 프랑스의 축구 선수 다요 우파메카노.
- 1999년
  - 일본의 가수, 아이돌 쿠도 하루가.
  - 대한민국의 수영 선수 권세현.
- 2000년 - 대한민국의 축구 선수 고준영.
- 2001년 - 대한민국의 치어리더 이연진.
- 2002년 - 대한민국의 배우 현석준.
- 2003년
  - 대한민국의 가수 예스주니어24.
  - 일본의 아이돌 치바 에리이.

### 미상
- 대한민국의 가수 김예현. (엔분의일)

## 사망
- 1331년 - 아랍의 역사가, 지리학자 아불 피다. (1273년~)
- 1374년 - 고려의 제31대 국왕 공민왕. (1330년~)
- 1533년 - 에스파냐의 의학자, 신학자 미카엘 세르베투스. (1509년~)
- 1968년 - 오스트리아-스웨덴의 물리학자 리제 마이트너. (1878년~)
- 1977년 - 미국의 작가 제임스 M. 케인. (1892년~)
- 1990년 - 프랑스의 영화 감독 자크 드미. (1931년~)
- 2003년 - 대한민국의 정치인 김숙현. (1917년~)
- 2010년 - 아르헨티나의 대통령 네스토르 키르치네르. (1950년~)
- 2013년 - 미국의 가수 루 리드. (1942년~)
- 2014년 - 대한민국의 가수 신해철. (1968년~)
- 2015년
  - 대한민국의 가수 김현지. (1985년~)
  - 일본의 성우 마츠키 미유. (1977년~)
- 2016년 - 일본의 친왕 미카사노미야 다카히토 친왕. (1915년~)
- 2018년 - 미국의 사업가 마리오 시갈리. (1934년~)
- 2019년 - 대한민국의 애국지사 방경한. (1922년~)
- 2021년 - 대한민국의 교육자 공정택. (1934년~)
- 2023년
  - 대한민국의 정치인 권희필. (1935년~)
  - 중화인민공화국의 정치인 리커창. (1955년~)
- 2024년
  - 대한민국의 대법관 김달식. (1934년~)
  - 대한민국의 정치인 송대윤. (1973년~)

## 같이 보기
- 전날: 10월 26일 다음날: 10월 28일 - 전달: 9월 27일 다음달: 11월 27일
- 음력: 10월 27일
- 모두 보기

## 기념일
- 영화의 날: 대한민국
- 세계 시청각 유산의 날: 유네스코
- 해군의 날: 미국
- 세르노브 비극의 날(Černová Tragedy Day): 슬로바키아
- 독립기념일: 투르크메니스탄
- 독립기념일: 세인트빈센트 그레나딘
- 기념일